# O Pobre É que Paga
O Pobre É Que Paga é o quarto álbum de estúdio a solo da cantora popular portuguesa Suzana. 

Foi lançado no ano 2006 pela editora Espacial.

Contém 11 faixas, tendo sido uma produção de Ricardo Landum que deixa a sua assinatura em todos os temas, só não sendo responsável pelas palavras de uma canção.
Dois temas,"Quando me lembro de nós" e "Tudo entre nós", viriam a ser escolhidos para fazer parte da primeira compilação a solo da cantora, O Melhor, lançada em 2009.

## Faixas
1. "O pobre é que paga" (Ricardo)
2. "Arranja outra" (Ricardo)
3. "Quando me lembro de nós" (Ricardo)
4. "Quem me dera (a Primavera)" (Ricardo)
5. "Vamos namorar os dois" (Ricardo)
6. "Voto no amor" (Ricardo)
7. "Amanhã (logo se vê)" (Ricardo)
8. "Diz-lhe coração" (Ricardo)
9. "Teu amor e nada mais" (Ricardo)
10. "Tudo vai mal por aqui" (Ricardo)
11. "Tudo entre nós" (Cristina Landum / Ricardo)